# TMR BDeh 4/8
De BDeh 4/8, is een treinstel zogenaamde lichtgewichttrein voor het regionaal personenvervoer van de Transports de Martigny et Régions (TMR). Het treinstel werd door Vevey Technologies Werk Vevey ontwikkeld voor smalspoorlijnen.

## Constructie en techniek
Het treinstel is opgebouwd uit een aluminium frame met een frontdeel van GVK. Deze treinstellen kunnen tot drie stuks gecombineerd rijden. De treinstellen zijn uitgerust met luchtvering. Het treinstel heeft een stroomafnemer voor bovenleiding en voor derde rail. Het treinstel heeft tandradaandrijving voor een tweetal tandstaafdelen tussen Martigny en Le Châtelard. Op deze plaatsen is een derde rail in plaats van een bovenleiding aanwezig.

## Treindiensten
Het treinstel wordt door de Ligne de Savoie (LdS) en de Transports de Martigny et Régions (TMR) ingezet op de volgende trajecten:
- Martigny - Le Châtelard - Vallorcine
- Saint-Gervais-les-Bains-Le Fayet - Vallorcine

## Foto's

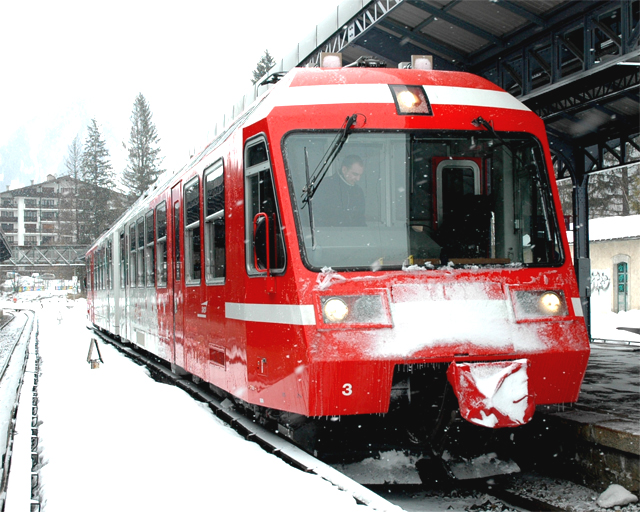
SNCF Z 803 op 1 maart 2006 te Chamonix
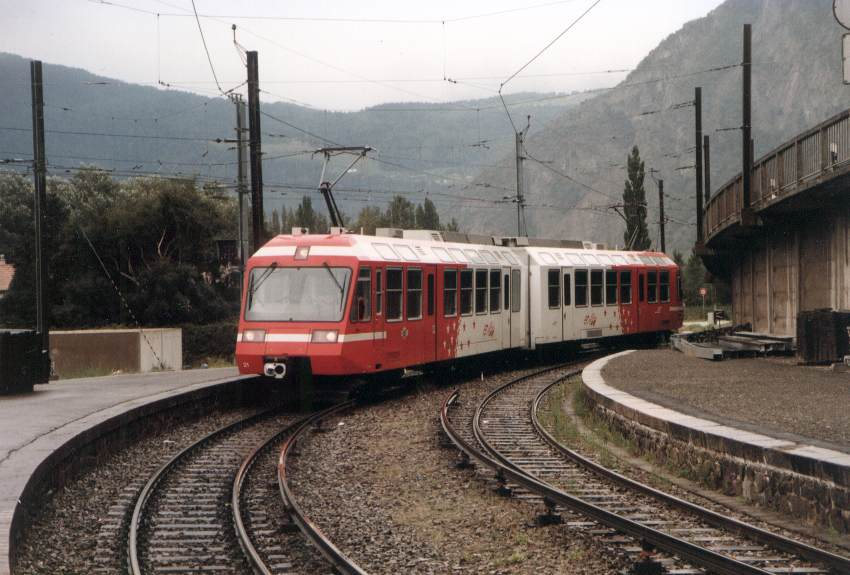
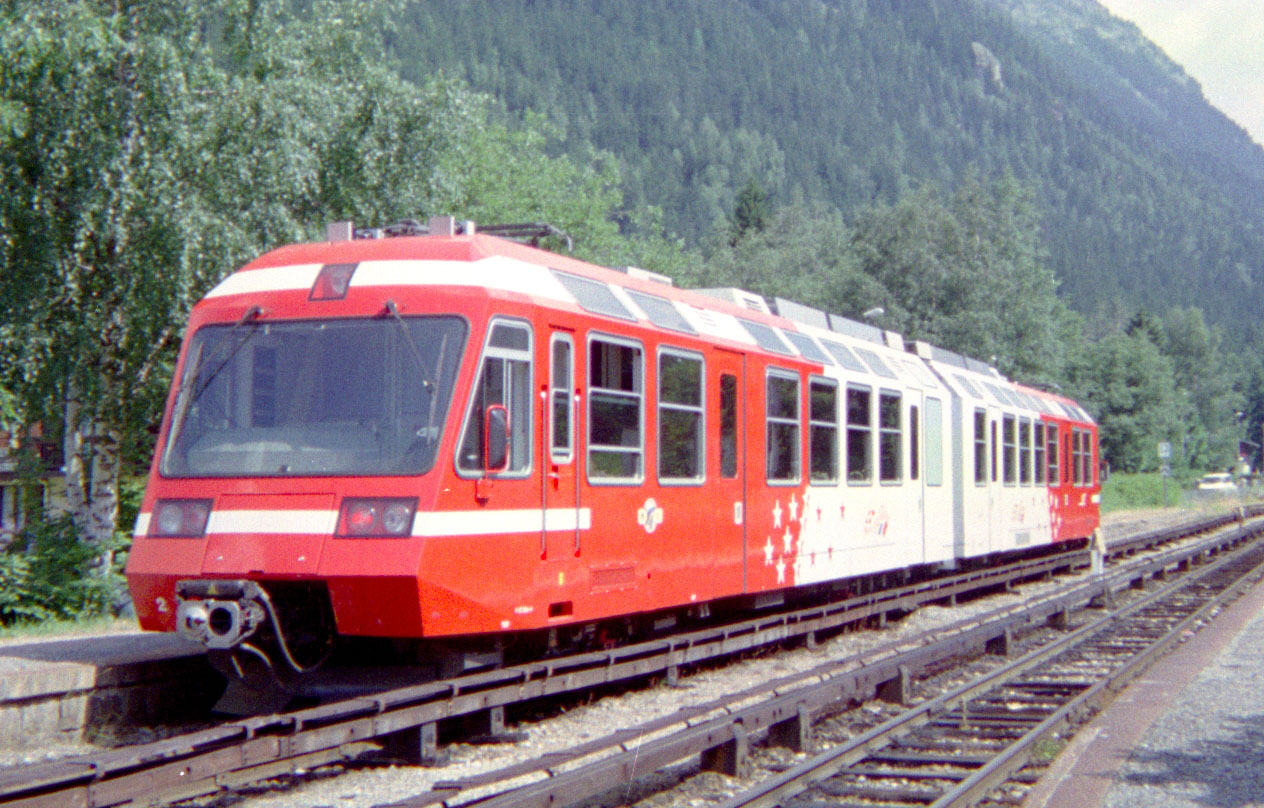